# Naguib Mahfuz
Naguib Mahfuz (àrab: نجيب محفوظ, Najīb Maḥfūẓ, de vegades transcrit Naguib Mahfouz, segons l'ús francès) (el Caire, Egipte, 11 de desembre del 1911 - 30 d'agost del 2006) fou un escriptor egipci guardonat el 1988 amb el Premi Nobel de Literatura; fins ara, ha estat l'únic escriptor àrab que l'ha guanyat. També rebé l'any 1995 l'Orde de les Arts i les Lletres atorgat pel govern francès.
Considerat el més gran novel·lista egipci modern i un dels grans innovadors de la novel·la escrita en llengua àrab, juntament amb Tawfiq al-Hakim, la seva producció gira al voltant de la impossibilitat de l'ésser humà de defugir el destí i les convencions socials, i explora temes d'existencialisme. Fruit del seu compromís polític en la defensa de les cultures cristiana i musulmana, va estar en el punt de mira de grups extremistes.

## Biografia
Mahfuz va néixer l'11 de desembre del 1911 al barri vell de Gamaleyya, a la ciutat del Caire, en el si d'una família de classe mitjana, de la qual fou l'últim dels set fills i rebé el nom en homenatge al ginecòleg copte Naguib Pasha Mahfouz (1882-1974), que atengué el seu naixement.
Fill petit d'una família amb germans i germanes més grans, desenvolupa un interès marcat per les relacions familiars i sobretot una forta atenció en les relacions imbricades del teixit social. Paral·lelament, és molt aviat atret pels llibres; la seva curiositat natural l'empeny a llegir tot el que li cau, obres literàries, filosòfiques, científiques, i rep la influència d'autors com Hafiz Najib, Taha Hussein o Salama Moussa.
A més, la seva mare el va portar sovint als museus d'història d'Egipte, que més tard —junt amb els barris on visqué aquesta etapa de la seva vida, el-Gamaleyya i el-Abbaseyya— es convertirien en un tema important en molts dels seus llibres.
La família Mahfuz observava l'islam, i l'escriptor va rebre una educació estricta en el marc d'aquesta religió. En una entrevista, va explicar el clima altament religiós que es vivia a casa seva durant la infantesa, i va manifestar que "mai hauria pensat que d'aquella família en sortiria un artista."
El 1919, assisteix a l'aixecament popular de la multitud contra els anglesos i a la seva severa repressió, escena que marcarà de manera durable el seu esperit i en què s'estrena el seu interès per la política.
El 1924, ell i la seva família deixen Gamaleyya per instal·lar-se a Abbasseyya, un barri més residencial. Continuarà estant, no obstant això, lligat al barri del seu naixement, el de la mesquita al-Husayn, dels cafès populars i dels carrerons, i dels seus personatges, en qui pouarà la majoria dels seus herois.
Així, doncs, interessat des de jove per les lletres, Mahfuz entra a la Universitat Fuad I (actual Universitat del Caire), on finalitza la carrera de filosofia l'any 1934 i comença a escriure articles en revistes com er-Risala, el-Hilal o Al-Ahram; decideix dedicar-se professionalment a l'escriptura l'any 1936. Així mateix, s'interessà per les llengües estrangeres, sobretot l'anglès, per la qual cosa es va proposar la tasca de traduir obres literàries en àrab, de la qual la més coneguda en fou una de James Baikie sobre l'antic Egipte (1932). En aquesta època, Salama Moussa, un intel·lectual de la societat fabiana, fou una de les majors influències en el pensament científic i social de Mahfuz.
Temps després, Mahfuz abandona el món acadèmic per esdevenir funcionari públic, tasca que exercí fins a l'any 1972. Va treballar en el Ministeri egipci d'herències i donacions; també fou director de censura i director de la fundació d'ajuda al cinema del departament d'art i, finalment, va servir com a consultor al Ministeri de cultura.
Durant els seus estudis universitaris, publica les primeres novel·les en els diaris i s'apassiona per a l'escriptura de novel·les històriques, començament d'una obra prolífica que seguirà amb la seva carrera de funcionari, amb un estil de vida i una disciplina rigorosos. La seva obra és marcada per una gran diversitat que reflecteix la varietat dels seus centres d'interès i la riquesa dels éssers humans que constitueixen la seva principal font d'inspiració. Són, amb el seu fort lligam a la ciutat del Caire, el caràcter dominant de la seva obra, amb la classificació habitual en períodes (faraònic, realista, filosòfic, estètic), dictats per l'evolució de les seves preocupacions i dels seus estats d'ànim.
Avançant amb obstinació pels diferents solcs que ha decidit traçar, té períodes d'indecisió -per exemple, entre les seves passions rivals, filosofia i literatura- o de dubte -el silenci de set anys abans de la publicació de Trilogia- o pel buit després del xoc de la derrota del 1967.
Alhora, participa activament en la vida literària egípcia animant salons literaris i prodigant el seu encoratjament a tota una generació de joves escriptors. Sempre ha continuat sent fidel al cercle dels seus amics (anomenats els Harafich), que continuava delectant pel seu esperit incisiu i el seu sentit de l'humor. Col·labora igualment en l'observació de la vida social i política publicant regularment cròniques en el gran diari al-Ahram, en què ha conservat sempre un despatx.
El 1988, obté el premi Nobel de literatura, que consagra una obra rica i variada. És la primera vegada que aquest premi tria un autor àrab.
La salut de l'escriptor començà a deteriorar-se després de ser atacat l'any 1994 per uns extremistes islàmics, que li van infligir una greu ferida al coll amb una arma blanca en considerar la seva obra com una blasfèmia contra la religió musulmana. Al març del 1995, Mohamed Nafi Mustafà i Mohamed al-Mahlaui, presumptes autors materials de l'atemptat, van ser penjats en una presó del Caire. El 1996, fou catalogat per grups radicals islàmics com a «heretge» i sentenciat a mort. Des de llavors, es va mantenir pràcticament reclòs a casa seva, amb sortides esporàdiques i sota protecció policial. No obstant això, va mantenir, dins de les seves possibilitats, una vida literària activa, durant la qual participava en reunions en centres literaris del Caire i publicava cada dijous una columna en forma d'entrevista en el setmanari Al-Ahram Weekly, en què solia abordar assumptes d'actualitat política i social.
El 19 de juliol del 2006 fou hospitalitzat d'urgències en caure al carrer mentre passejava pel Caire. Després d'operar-lo, morí el 29 d'agost del mateix any a conseqüència d'una úlcera sagnant.

## Obra literària
Als inicis de la seva carrera literària, es dedicà a compondre obres de ficció i va publicar una mica més de 80 relats quan hagué acabat els seus estudis mitjans. La dècada del 1940 és considerada una de les més completes pel que fa a les obres de Mahfuz, en la qual surten a la llum obres com La maledicció de Ra (1939), Radubis (1943) i La batalla de Tebes (1944). Posteriorment, l'escriptor s'interessa per la novel·la social i fa les seves primeres incursions com a guionista cinematogràfic.
Entre 1956 i 1957, la seva «trilogia del Caire» (formada per Bayn al-qasrayn بين القصرين, Entre dos palaus, 1956; Qasr al-shawq قصر الشوق, El palau del desig, 1957, i Al-sukariya السكرية, El carrer del sucre, 1957) obté un èxit remarcable en l'època de grans canvis socials i polítics que se succeïren a Egipte després de la caiguda de la monarquia, l'any 1952. Una de les seves obres més reconegudes per la crítica, i alhora més polèmiques, és Awlad haratina (أولاد حارتنا, Els nois del carreró, 1959), que fou prohibida a Egipte perquè es considerava que menystenia Mahoma. Aquesta novel·la va ser el desencadenant perquè el líder islamista Omar Abdel-Rahman, un dels implicats en els atemptats contra el World Trade Center de Nova York del 1993, el condemnés a mort.
El 1988, fou guardonat amb el Premi Nobel de Literatura l'autor «que, amb treballs rics en matisos –d'una visió clara i realista alhora que evocadorament ambigua–, ha format un art narratiu àrab que s'aplica a tota la humanitat».
L'agressió de 1994 li deixà greus seqüeles que li van delmar la salut, ja que van provocar-li danys a la vista i a les orelles, així com una paràlisi del braç dret, cosa que li impedí seguir escrivint amb normalitat. A pesar d'això, després de sotmetre's a un llarg procés de fisioteràpia, Mahfuz va aconseguir escriure una sèrie de relats molt breus, a l'estil dels haikus japonesos, alguns dels quals han estat publicats en la revista egípcia Nisf al-Duniya ('La meitat del món') sota el títol d'Ahlam fatrat al-nuqaha (أحلام فترة النقاهة, Somnis de convalescència, 2004).

### Evolució artística
Es poden considerar diverses fases o etapes en l'evolució artística de Mahfuz:
- La primera etapa abasta des del començament de la carrera literària de Mahfuz fins al 1944, en la qual l'autor publica fonamentalment novel·les històriques ambientades en l'Egipte faraònic, així com articles filosòfics i literaris.
- La fase següent s'inicia a partir del 1945, amb la publicació de la novel·la Khan al-khalili (خان الخليلي), fins al 1957. Abandona el tema històric, i se centra en la realitat contemporània. Són novel·les amb noms de carrers i barris del Caire i presenten els habitants de la ciutat, des de les classes més populars fins a la petita burgesia. L'obra més destacada d'aquesta època és El carreró dels miracles (زقق المدق), publicada el 1947. Són aquestes novel·les les que consagraren el seu autor com el millor novel·lista àrab.
- Una nova etapa comprèn la producció de la Trilogia del Caire integrada pels títols Entre dos palaus (بين القصرين), Palau del desig (قصر الشوق) i La sucrera (السكرية), publicats entre 1956 i 1957. Fills del nostre barri (أولاد حرتنا), tot i que es publicà el 1959, anuncia ja la següent fase en la producció de Mahfuz. La novel·la també està ambientada al Caire, encara que fora de la pentalogia realista, ja que és molt més espiritual i religiosa.
- La fase següent abasta des del 1961 fins al 1967, que s'obre amb El lladre i els gossos (اللص والكلاب), en la qual la revolució va perdent progressivament les seves metes i els herois esdevenen antiherois solitaris i incompresos.
- Posteriorment, entra en el corrent de l'absurd i abasta des del 1968 fins al 1972. En aquesta etapa, només escriurà contes surrealistes i onírics. La narració desapareixerà per donar pas al diàleg com a mitjà de comunicació. En aquesta etapa, els personatges expressen l'ambient de pessimisme general que es viu després de la gran derrota àrab del 1967 davant Israel. Una obra d'aquesta etapa és La taverna del gat negre (خمارة القط الأسود).
- Des del 1972 fins al 1998, Naguib Mahfuz crearà amb un estil en què les seves obres seran fruit de la utilització de tots els corrents literaris que havia exposat fins al moment.

## Naguib Mahfuz i el desenvolupament del cinema egipci
Una de les facetes fonamentals de l'obra de Mahfuz és la variada relació amb el cinema egipci al llarg d'un quart de segle. De fet, Mahfuz és, tot i no tractar-se d'un cineasta en sentit estricte, un dels grans artífexs indirectes del renaixement de la cinematografia egípcia en els anys cinquanta iseixanta, amb l'estil poc conreat fins aleshores del realisme social. El precedent n'és la famosa La voluntat (1939), de Kamal Selim, autèntic gir en la trajectòria del cinema egipci per la descripció realista de la vida als barris populars del Caire. Tanmateix, l'herència d'aquest film no arribaria sinó a mitjan termini, ja que des dels Estudis Misr o Gizah alguns realitzadors com Fatin Abdel Wahab, Ahmed Badrakhan o Henry Barakat van continuar inundant el mercat interior (i, de fet, el de tot el món àrab) amb pel·lícules de ficció, desenvolupant un cinema inspirat en el qual es feia a Hollywood. La irrupció de Salah Abu Seif, Yussef Chahine i Tewfiq Saleh en el panorama dels anys cinquanta va modificar significativament l'esmentat panorama, i dotà el seu país d'un cinema madur i rigorós, sobretot compromès socialment, i pròxim a una realitat tradicionalment negada en la pantalla.

### Adaptació de les seves novel·les
Naguib Mahfuz va estar directament vinculat a aquesta important inflexió, sobretot per l'adaptació d'algunes de les seves novel·les al cinema. És difícil precisar el nombre exacte d'obres de Mahfuz adaptades al cinema (o a la televisió), però probablement ronda la dotzena i mitja, i es tracta invariablement de produccions egípcies. De tota manera, les seves principals obres, El carreró dels miracles (1947) i la trilogia cairota -Entre dos palaus (1956), El palau de les passions (1957) i La sucrera (1957)- van ser portades al cinema amb més pena que glòria per Hassan al-Iman. Igual sort van tenir La guatlla i la tardor (1962), El camí (1965) i El captaire (1965), d'Hussam al-Din Mustafa, o d'El miratge (1948), portada al cinema per Anwar en-Shinawi.
La creació d'ambients s'aconseguí més en les adaptacions cinematogràfiques de Khan al-Khalili (1946) o Cafè Karnak (1974), obra d'Atif Selim i del jove Ali Badrakhan, respectivament, però tampoc no pot parlar-se de pel·lícules memorables. Per la seva part, Amor sota la pluja (1973) la portà a la pantalla Hussein Kemal, amb la col·laboració del mateix Mahfuz en el guió del film. Amb l'excepció d'Abu Seif, només Kemal al-Skeikh sembla haver aconseguit reflectir adequadament en la pantalla el món del novel·lista, per la seva adaptació d'El lladre i els gossos (1961) i sobretot per Miramar (1967), a costa de privar-la de la riquesa de perspectives de l'original literari, en introduir una narració lineal i suavitzar l'amargor del text de Mahfuz. Es pot, dir, doncs, que per al desenvolupament de la cinematografia egípcia les adaptacions de les novel·les de Mahfuz -amb independència del seu èxit popular- han exercit un paper més aviat anecdòtic i estan lluny d'haver marcat noves orientacions o tendències.

### Mahfuz com a guionista
La col·laboració de Mahfuz amb diferents directors egipcis és desigual, i destaca la seva influència en Atef Salem, que havia comptat ja amb Mahfuz com a guionista en els seus films Han fet de mi un criminal (1954), L'ingrat (1956), i Nosaltres, els estudiants (1959), un treball en el guió en què col·laborà amb el seu col·lega Mohamed Abu Iussef, a partir d'un argument original de Tewfiq Saleh, per oferir una recreació de les mobilitzacions universitàries de finals de la dècada dels cinquanta. L'aposta pel realisme social, característic del cinema egipci d'aquells anys, amb l'aguda observació de la vida cairota, es plasmà en l'opera prima de Tewfiq Saleh, El carreró dels necis (1955), una pel·lícula molt diferent de les que ulteriorment realitzaria.

#### Amb Iussef Chahine
L'autèntica importància de Mahfuz per al cinema egipci rau, no obstant això, en la seva col·laboració amb els dos mestres indiscutibles, Iussef Chahine i Salah Abu Seif. Per al primer, escrigué el guió de tres pel·lícules, molt diferents entre si, que no són el millor de l'autor, però enormement significatives des del punt de vista del desenvolupament del modern cinema egipci, i constitueixen testimonis excepcionals de l'actitud dels seus artistes i intel·lectuals davant la història recent del país. La primera de les esmentades col·laboracions fou Jamila (1958), una exaltació del procés d'independència algerià mitjançant la figura de la resistent Djamila Bouhired. Film combatiu, dotat d'un vigorós alè èpic, Jamila no aconsegueix elevar-se per sobre de les seves propostes, presa potser de les exigències que la urgència del tema imposava, però representa un cert esperit progressista que seria característic del cinema àrab dels anys seixanta (en bona part, per efecte de la mateixa revolució algeriana).
La segona col·laboració amb Chahine és una pel·lícula històrica, Saladí, el victoriós (1963), una recreació de les gestes del gran cabdill àrab, així com una temptativa de reescriure la història de les croades des del punt de vista oriental. Però, significativament, Mahfuz i Chahine (cristià) subratllen molt més el component arabonacionalista que el pròpiament religiós, i d'aquesta manera el film esdevé amb prou feines una velada exaltació del nou gran líder del món àrab, Gamal Abdel Nasser. De fet, poques dificultats podia trobar el molt sensibilitzat públic egipci (l'exhibició de Samsó i Dalila, de DeMille, havia estat prohibida pel fet de mostrar un jueu vencedor de qualsevol enemic) per desxifrar el missatge, i així Saladí, que passa per ser el millor film històric realitzat en el món àrab, pot ser llegit com una mirada sobre l'Egipte -i el món àrab- de començaments dels anys seixanta i com una decidida aposta pronasserista.
La perspectiva canvià completament en L'elecció (1970), una pel·lícula realitzada després de la derrota del 1967, en la qual Mahfuz i Chahine ofereixen -sota l'aparença d'un thriller- una paràbola prou críptica sobre l'ambigu paper dels intel·lectuals en la societat egípcia. D'aquesta manera, i malgrat les seves imperfeccions, L'elecció inaugura una més profunda reflexió sobre el tema en el cinema de Chahine, mentre que el desencant i l'amargor que irradia tampoc no estan absents de l'obra de Mahfuz en aquell moment (Miramar o Amor sota la pluja o, fins i tot, molts dels contes del període 1968-1973).

#### Amb Salah Abu Seif
Però, en el món del cinema, l'àlter ego de Mahfuz no podia ser cap altre que Salah Abu Seif, amb qui col·laborà en una desena de films. La llegenda diu que Seif ensenyà al Premi Nobel a escriure guions a finals dels anys quaranta; si és certa, el deixeble va aprendre bé les seves lliçons i enriquí el mestre amb les seves profundes i lúcides cròniques de la moderna societat egípcia i les seves desencantades mirades sobre la condició humana.
Nascuts ambdós als barris populars del Caire (Mahfuz a Gamalia; Abu Seif a Bulaq), pràcticament de la mateixa edat (el novel·lista és tres anys més gran que el cineasta), simpatitzants l'un i l'altre de l'esquerra egípcia (Mahfuz, aleshores socialista; Abu Seif, del Partit Comunista), van començar el 1948 amb Les aventures d'Antar i Abla (un film impersonal sobre els amors llegendaris d'un esclau i la filla d'un senyor a l'Aràbia preislàmica, que va tenir, no obstant això, un èxit espectacular). Mahfuz acabava d'abandonar el seu cicle de novel·les faraòniques per iniciar-se en la literatura realista, en tant que Abu Seif (un muntador experimentat que havia rebut una formació addicional a Itàlia en plena febre neorealista) comptava només amb dues pel·lícules en el seu historial, una d'aquestes una nova versió de Waterloo Bridge, de Mervyn LeRoy. Ambdós es trobaven en un període de maduració i, sens dubte, l'estreta col·laboració que van entaular resultà fecunda per a l'un i l'altre.
Després d'aquesta primera experiència cinematogràfica de Mahfuz, els següents lliuraments del tàndem van ser Arribarà el teu dia (1952), una adaptació cairota de Thérèse Raquin, de Zola (al qual Abu Seif tornaria a recórrer, ja sense Mahfuz, el 1960 amb L'esplendor de l'amor, títol darrere del qual s'amaga La Béte humaine, també de Zola) i Raya i Sakina (1953), inspirat en el cas real de dues assassines de dames riques a l'Alexandria dels anys vint. Després d'aquest aprenentatge, la col·laboració passarà a donar els seus millors fruits, i foren els màxims exponents del realisme dels anys cinquanta, clara influència de Mahfuz, amb títols com El monstre (1954), una sòrdida història ambientada en els baixos fons d'un llogaret del Nil durant l'ocupació britànica, Joventut de dona (1956), un intens i tenebrós drama passional ambientat en el món rural, El pinxo (1957), una història passional en el tèrbol món dels majoristes de fruites del Caire, Lladre de vacances (1958), Via sense sortida (1958), Soc lliure (1958), Entre el cel i la terra (1959) -malgrat ser un dels films preferits del realitzador- un insòlit a porta tancada amb catorze variats personatges atrapats en un ascensor, que s'allunya del to habitual de la producció d'Abu Seif en aquells anys. Es tracta de films formalment molt elaborats, a mig camí entre l'herència del neorealisme italià i del realisme poètic francès, amb diàlegs molt ben construïts i, no menys important, excel·lentment interpretats per alguns dels millors actors i actrius egipcis (com ara, les interpretacions de la famosa ballarina Tahia Carioca en Joventut de dona i El pinxo).
Però l'obra mestra d'Abu Seif (i probablement de tot el cinema egipci, juntament amb Estació Central, de Chahine), és Principi i fi (1960), inspirada en la novel·la homònima de Mahfuz (publicada el 1949). Adaptada pel mateix novel·lista, Principi i fi disseca implacablement el món de la petita burgesia cairota amb la història d'un ambiciós arribista que aconsegueix fer carrera en l'exèrcit gràcies als «sacrificis» dels seus germans: l'un, subsistint humilment com a mestre de províncies; altre, submergint-se en el món de l'hampa, i finalment la seva germana, prostituint-se en secret per poder pagar-li els estudis. El tràgic desenllaç posa la cirereta a un melodrama desmesurat en el paper, però prodigiosament equilibrat en la seva plasmació cinematogràfica (amb notables interpretacions d'Omar Sharif, Sanaa Gamil i Farid Chawki). Aquesta pel·lícula, amb l'estructura tradicional del melodrama, retrata tota una societat (el barri en el qual viu la família fa de microcosmos privilegiat davant l'escalpel de Mahfuz i Abu Seif) i una època (els últims anys de l'ocupació britànica), així com el seu ajustat reflex de les passions i misèries de l'ésser humà.

## Llegat

### Medalla Naguib Mahfuz de Literatura
Des del 1996 i anualment, s'atorga cada 11 de desembre, efemèride de la naixença del literat, la Medalla Naguib Mahfuz de Literatura. És un certamen literari de literatura àrab a la millor novel·la contemporània escrita en àrab, que no disposa de traducció a l'anglès. El llibre guanyador és traduït a l'anglès i publicat per l'American University in Cairo Press.
L'any 2011 fou excepcional per al certamen a causa de la revolució egípcia. El campus de la Universitat Americana del Caire es va veure afectat operativament i en comptes de la presentació de l'adjudicació, l'AUCP va donar el premi a "la creativitat revolucionària del poble egipci durant l'aixecament popular que s'inicià el 25 de gener del 2011."

## Títols traduïts al català
- 1939: عبث الأقدار, ʿAbaṯ al-aqdār (La maledicció de Ra, Edicions Bromera, 2002)
- 1943: رادوبيس, Rādūbīs (Radubis, una cortesana en l'Egipte dels faraons, Edicions Bromera, 2006)
- 1944: كفاح طيبة, Kifāḥ Ṭība (La batalla de Tebes, Edicions Bromera, 2008)
- 1947: زقاق المدق, Zuqāq al-Midaqq (El carreró dels miracles, Edicions Bromera, 2007)
- 1950: بداية ونهاية, Bidāya wa-nihāya (Principi i fi, Edicions 62, 1989)
- 1956: ين القصرين, Bayn al-qaṣrayn (Entre dos palaus, Edicions 62, 1996)
- 1961: الص والكلاب, Al-liṣ wa-l-kilāb (El lladre i els gossos, Edicions Bromera, 1991)
- 1967: ميرامار, Mīrāmār (Miramar, Laia, 1989; Edicions La Magrana, 1998; Edicions Bromera, 2009)
- 1985: العائش فى الحقيقة, Al-ʿāʾix fī-l-ḥaqīqa (Akhenaton, el rei heretge, Edicions Bromera, 2004)

## Obra completa
| Títol original                 | Traducció al català                             | Primera edició | Tipus              |
| ------------------------------ | ----------------------------------------------- | -------------- | ------------------ |
| Misr el-Qadima                 | El vell Egipte                                  | 1932           |                    |
| Abath al-Aqdar                 | La maledicció de Ra                             | 1939           | novel·la històrica |
| Radubis                        | Radubis, una cortesana en l'Egipte dels Faraons | 1943           | novel·la històrica |
| Kifah Tiba                     | La batalla de Tebas                             | 1944           | novel·la històrica |
| Al-Qahira al-Jadida            | El nou Caire                                    | 1945           | novel·la           |
| Khan al-Khalili                | Khan al-Khalili                                 | 1946           | novel·la           |
| Zuqaq al-Midaqq                | El carreró dels miracles                        | 1947           | novel·la           |
| Hams al-Junûn                  | El murmuri de la bogeria                        | 1947           | novel·la           |
| Al-Sarab                       | El miratge                                      | 1948           | novel·la           |
| Bidaya wa nihaya               | Principi i fi                                   | 1949           | novel·la           |
| Bayn al-Qasrayn                | La Trilogia Volum I : Entre dos palaus          | 1956           | novel·la           |
| Qasr al-Chawq                  | Volum II : Palau de les passions                | 1957           | novel·la           |
| Al-Sukkariyya                  | Volum III : La sucrera                          | 1957           | novel·la           |
| Al-Liss wal-Kilab              | El lladre i els gossos                          | 1961           | novel·la           |
| Al-Simman wal-Kharif           | La guatlla i la tardor                          | 1962           | novel·la           |
| Dunia Allah                    | El món de Déu                                   | 1962           | novel·la           |
| Al-Tariq                       | El camí                                         | 1964           | novel·la           |
| Bayt sayyi' al-sumaa           | Una casa amb mala fama                          | 1965           | novel·la           |
| Al-Chahhadh                    | El captaire                                     | 1965           | novel·la           |
| Tharthara fawq al-Nil          | Xerrameca al Nil                                | 1966           | novel·la           |
| Awlad Haratina                 | Els nens del nostre barri                       | 1967           |                    |
| Miramar                        | Miramar                                         | 1968           | novel·la           |
| Khammarat al-Qitt al-Aswad     | El cabaret del Gat negre                        | 1969           | novel·la           |
| Tahta al-Midhalla              | Sota l'abric                                    | 1969           | novel·la           |
| Hikaya bila bidaya wala nihaya | Una història sense principi ni final            | 1971           | novel·la           |
| Chahr al-'Assal                | La lluna de mel                                 | 1971           | novel·la           |
| Al-Maraya                      | Miralls                                         | 1972           | novel·la           |
| Al-Hubb taht al-matar          | Amor sota la pluja                              | 1973           | novel·la           |
| Al-Jarima                      | El crim                                         | 1973           | novel·la           |
| Al-Karnak                      | Cafè Karnak                                     | 1974           | novel·la           |
| Hikayat haratina               | Històries del nostre barri                      | 1975           | novel·la           |
| Qalb al-Layl                   | Al cor de la nit                                | 1975           | novel·la           |
| Hadrat al-Muhtaram             | Sa Excel·lència                                 | 1975           | novel·la           |
| Malhamat al-Harafich           | L'epopeia dels Harafich                         | 1977           | novel·la           |
| Al-Hubb fawq hadabat al-Haram  | L'amor al cim de les piramides                  | 1979           | novel·la           |
| Al-Chaytan ya'edh              | El consell del diable                           | 1979           | novel·la           |
| 'Asr al-Hubb                   | El temps de l'amor                              | 1980           | novel·la           |
| Afrah al-Qubba                 | Els casaments d'el-Qubba                        | 1981           | novel·la           |
| Layali Alf Layla               | Les nits de les mil i una nits                  | 1982           | novel·la           |
| Ra'aytu fima yara al-Na'im     | T'he vist en el meu somni                       | 1982           | novel·la           |
| Al-Baqi min al-Zaman Sa'a      | Només una hora                                  | 1982           | novel·la           |
| Amam al-'Arich                 | Davant El-Arich                                 | 1983           | novel·la           |
| Rihlat Ibn Fattouma            | El viatge d'Ibn Fattouma                        | 1983           | novel·la           |
| Al-Tandhim al-sirri            | L'organització clandestina                      | 1984           | novel·la           |
| Al-'A'ich fil-Haqiqa           | Akhenaton, el rei heretge'                      | 1985           | novel·la           |
| Yawma maqtal al-Za'im          | El dia de l'assassinat del líder                | 1985           | novel·la           |
| Hadith al-Sabah wal-Massa'     | Paraules del matí i de la tarda                 | 1987           | novel·la           |
| Sabah al-Ward                  | Matí de roses                                   | 1987           | Relats             |
| Quchtumar                      | Quchtumar                                       |                | novel·la           |
| Al-Fajr al-kadhib              | L'ala traïdora                                  | 1989           | novel·la           |
| Asdaa al-sira al-dhatiyya      | Ecos d'una autobiografia                        | 1996           | novel·la           |